# Storia dell'Unione Sovietica (1922-1953)
La storia dell'Unione Sovietica dal 1922 al 1953 venne caratterizzata da quattro eventi politici fondamentali: il consolidamento della rivoluzione d'ottobre, la morte di Vladimir Lenin e il dominio di Iosif Stalin che andò ad intrecciarsi con il secondo conflitto mondiale e la grande guerra patriottica.
Un ruolo di primo piano lo ebbe Iosif Stalin, che cercò di rimodellare la società sovietica con un'aggressiva programmazione economica, dando particolare rilevanza ad una radicale collettivizzazione dell'agricoltura ed allo sviluppo dell'industria, in particolare quella pesante. Inoltre egli dotò l'URSS di una polizia segreta molto efficiente e di un partito in grado di avere un'enorme influenza nel paese; gli oppositori del dittatore georgiano puntano il dito contro le sue celebri "purghe" che eliminarono un elevato numero di coloro che si opponevano alla linea politica di Stalin.
Alla morte di Stalin, l'URSS era ormai diventata una grande potenza mondiale: non solo esercitava il ruolo di stato-guida del mondo socialista, che si frapponeva al mondo capitalista, che aveva come stato-guida gli Stati Uniti. La forza militare dimostrata nello scontro con il Terzo Reich e il possesso della bomba atomica, fatta esplodere per la prima volta nel 1949, furono due elementi che resero ancora più accesa la guerra fredda URSS-USA.

## La Nuova Politica Economica (NEP)
Durante la guerra civile, Lenin adottò il comunismo di guerra, una politica economica che comportava la suddivisione delle proprietà terriere e la confisca dei surplus agricoli. La rivolta di Kronštadt segnalò la crescente impopolarità del comunismo di guerra nelle campagne: nel marzo 1921, alla fine della guerra civile, i marinai disillusi, principalmente contadini che erano stati inizialmente dei convinti sostenitori dei bolscevichi, sotto il governo provvisorio, si rivoltarono contro il nuovo regime. Anche se l'Armata Rossa, comandata da Lev Trockij, attraversò il Mar Baltico congelato e soffocò rapidamente la rivolta, questo segno di crescente malcontento costrinse il Partito, alla cui guida era Lenin, ad incoraggiare una vasta alleanza con la classe operaia e i contadini (che erano l'80% della popolazione), anche se i marxisti-leninisti ortodossi favorivano un regime rappresentativo unicamente degli interessi del proletariato rivoluzionario.
Lenin, di conseguenza pose fine al comunismo di guerra e istituì la Nuova politica economica (NEP) incoraggiata anche da un altro eminente membro del partito, Nikolaj Ivanovič Bucharin, nel quale lo stato permetteva l'esistenza di un mercato limitato. Vennero consentite piccole imprese private, la possibilità di assumere manodopera da parte di queste ultime (sia industriali, sia contadine) e la possibilità per investitori esteri di partecipare ad alcune attività economiche.
La NEP Sovietica (1921-1929) fu essenzialmente un periodo di "socialismo di mercato", simile a quello della riforma di Deng nella Cina comunista dopo il 1978, in quanto entrambi prevedevano un ruolo per l'impresa privata e un mercato basato sul commercio e i prezzi, piuttosto che sulla pianificazione centralizzata. Come interessante aneddoto, durante il primo incontro, agli inizi degli anni ottanta, tra Deng Xiaoping e Armand Hammer, un industriale americano e prominente investitore nell'Unione Sovietica di Lenin, Deng premette su Hammer per ottenere più informazioni possibili sulla NEP.
Con i nuovi incentivi di mercato che aumentavano la produttività, le rendite agricole non solo recuperarono i livelli ottenuti prima della rivoluzione bolscevica, ma migliorarono molto. La frammentazione delle proprietà terriere quasi feudali dell'era zarista diede ai contadini grandi incentivi per massimizzare la produzione. Essendo in grado di vendere il loro surplus sul mercato libero, le spese dei contadini diedero una spinta al settore manifatturiero delle aree urbane. Come risultato della NEP, e della frammentazione della proprietà terriera, mentre il Partito Comunista consolidava il suo potere, l'Unione Sovietica divenne il primo produttore di grano del mondo. La NEP ebbe però enormi limiti.
L'industria russa era terribilmente debole e i suoi prodotti, che erano scarsi sul mercato, avevano prezzi molto più alti rispetto a quelli agricoli. Questo determinò che i contadini non spendessero le eccedenze per comprare quei prodotti, ma preferivano accumularle, oppure utilizzarle per aumentare i propri consumi. Questo accadeva perché i contadini, abituati a politiche spietate, temevano che da un momento all'altro il governo alzasse il prezzo dei prodotti agricoli. Tutto questo non aiutò Lenin nel suo programma di sviluppo dell'industria, perché egli aveva previsto che, con la NEP, si potesse creare un'alleanza (per così dire) fra agricoltura e industria, che permettesse a quest'ultima di equipaggiare gradualmente l'agricoltura con mezzi più evoluti ed efficienti, così da permettere l'aumento della produttività e liberare le risorse per l'acquisizione  dall'estero e la produzione di attrezzature per l'industria.
L'agricoltura, comunque, si sarebbe ripresa dalla guerra civile più rapidamente dell'industria pesante. Le fabbriche, gravemente danneggiate dalla guerra civile e dal deprezzamento del capitale, erano molto meno produttive. In aggiunta, l'organizzazione delle imprese in cartelli o sindacati, rappresentanti un particolare settore dell'economia, avrebbe contribuito al disequilibrio tra l'offerta e la domanda associata ai monopoli. A causa della mancanza di incentivi portati dalla competitività dei mercati, i cartelli erano invogliati a vendere i loro prodotti a prezzi più alti.
La più lenta ripresa dell'industria pose alcuni problemi ai contadini, che costituivano circa l'80% della popolazione. Poiché l'agricoltura era relativamente più produttiva, gli indici relativi dei prezzi per i beni industriali erano più alti di quelli dei prodotti agricoli. Il risultato di questo fu che Trockij parlò di crisi delle forbici a causa della forma a forbice dei grafici rappresentanti i movimenti negli indici di prezzo relativi. In maniera più semplice, i contadini dovevano produrre più grano per acquistare i beni di consumo delle aree urbane. Come risultato, alcuni contadini trattennero gli eccessi di produzione in attesa di prezzi più alti, contribuendo a lievi carenze nelle città. Questo è il comportamento di un mercato speculativo ed alcuni degli esponenti di vertice del Partito Comunista, che non condividevano l'economia di mercato, censurarono questo fenomeno, considerandolo uno sfruttamento dei consumatori urbani.
Nel frattempo il Partito fece dei passi costruttivi per compensare la crisi, tentando di abbassare i prezzi dei beni manifatturieri e di stabilizzare l'inflazione, tramite l'imposizione del controllo dei prezzi sui beni industriali fondamentali e spezzando i cartelli allo scopo di incoraggiare la competizione del mercato.

## La morte di Lenin e l'ascesa di Stalin

### Il Partito si divide in fazioni
Nel 1924 arrivarono i primi risultati diplomatici di rilievo per l'URSS: il 2 febbraio la Gran Bretagna riconobbe il governo sovietico, seguita cinque giorni dopo dall'Italia fascista; qualche giorno prima (21 gennaio) era morto Lenin e, poiché i meccanismi di successione non erano stati stabiliti nelle procedure del Partito, la scomparsa del leader sollevò una feroce lotta tra fazioni. Questa "lotta per la successione" coinvolgeva principalmente due esponenti, Lev Trockij e Iosif Stalin.
Trockij sosteneva che la rivoluzione dovesse essere una "rivoluzione permanente", cioè che si dovessero cogliere tutte le occasioni per organizzare e provocare la rivoluzione proletaria in tutto il mondo, specialmente in Europa; Stalin, al contrario, lanciò la formula opposta del "socialismo in un solo paese", cioè sostenne la possibilità di costruire in Russia una società socialista, senza la necessità che vi fosse una rivoluzione proletaria anche negli altri paesi dell'Occidente: più che una diversità di tattica il contrasto, oltre che rivelare ambizioni personali e volontà di potere, mostrava una differente concezione della società socialista. Mentre per Stalin, in sostanza, il socialismo si configurava come l'abbattimento delle classi capitalistiche e l'industrializzazione del paese, per Trockij il problema era assai più complesso.
Sotto il punto di vista economico, l'ala radicale guidata da Trockij si era da tempo opposta alla NEP per ragioni ideologiche, e sfruttò la "crisi della forbice" per guadagnarsi un capitale ideologico sull'ala moderata del partito, che appoggiava la NEP, guidata da Nikolaj Ivanovič Bucharin. Inizialmente, Stalin si unì alla fazione Bukhariniana per sconfiggere Trockij; in seguito però, una volta che il suo rivale era stato esiliato, si schierò contro i moderati che appoggiavano la NEP allo scopo di consolidare il suo controllo sul Partito e sullo Stato.

### Stalin consolida il potere

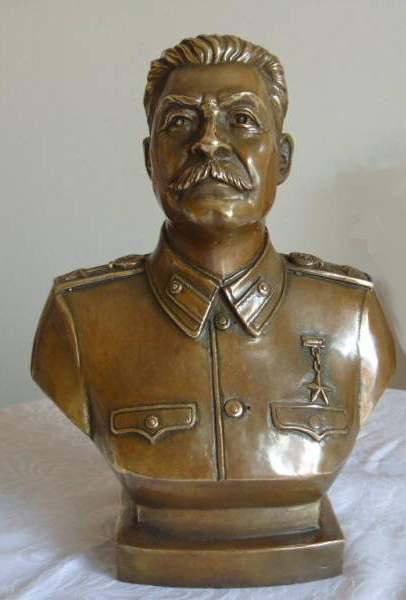
Busto bronzeo di Stalin

Allo scopo di escogitare un pretesto per abbandonare la NEP, Stalin si mosse per sfruttare i problemi associati con la "crisi della forbice". In aggiunta a ciò, egli si indirizzò all'ascesa dei "Nepmen" (piccoli commercianti che traevano profitto dal fiorente commercio urbano-rurale) e dei "kulaki" (la classe media emergente dei contadini e allevatori) sotto la NEP, come a nuove classi capitaliste, ostili al monopolio sul potere da parte del partito. Poiché l'economia della NEP era un'economia mista, egli fu in grado di riconoscere nell'inflazione e disoccupazione i mali del mercato.
Stalin si mosse da un lato all'altro e liberò il Partito da entrambe le fazioni forgiando un percorso di sviluppo che integrava le idee di entrambi i campi. Adattò la posizione "di sinistra" che si opponeva all'agricoltura di mercato allo scopo di produrre rapidamente le basi materiali del comunismo nonostante le condizioni sfavorevoli. Ma appoggiò anche la nozione propria della fazione "di destra", che favoriva il concentrarsi sullo sviluppo economico invece che esportare la rivoluzione. Riguardo a questo, favorì anche la massiccia esportazione di grano e materie prime; le entrate ottenute dagli scambi con l'estero permisero all'Unione Sovietica di importare la tecnologia straniera necessaria allo sviluppo industriale.
A quel tempo, Stalin aveva una reputazione come rivoluzionario, "bolscevico devoto" e "braccio destro" di Lenin. In realtà Lenin diffidava di Stalin, e prima della sua morte aveva scritto una lettera al congresso dei soviet, nota come "testamento di Lenin" in cui affermava che Stalin era "rude", "intollerante" e "capriccioso". Stalin e i suoi fiancheggiatori avevano fatto sparire queste lettere, che saltarono fuori solo dopo la morte di Stalin nel 1953.

## Industrializzazione stalinista
Al Quindicesimo Congresso del Partito, nel dicembre 1927, Stalin, ora inamovibile dittatore, abbandonò la NEP. Avvertendo i delegati di un imminente accerchiamento capitalista, sottolineò che la sopravvivenza e lo sviluppo potevano avvenire solo perseguendo il rapido sviluppo dell'industria pesante. Stalin rimarcò che l'Unione Sovietica era "da cinquanta a cento anni più indietro, rispetto alle nazioni avanzate" (Stati Uniti, Francia, Germania, Regno Unito, ecc.), e che bisognava quindi assottigliare "questa distanza in dieci anni". In un forse sinistro presagio della seconda guerra mondiale, Stalin dichiarò, "O riusciamo a farcela o verremmo schiacciati".
Per sorvegliare la radicale trasformazione dell'Unione Sovietica, il Partito, sotto la direzione di Stalin, attribuì maggiori poteri al Comitato statale per la pianificazione (Gosplan), un organo governativo creato nel 1921 responsabile della guida dell'economia socialista verso un'industrializzazione accelerata. Nell'aprile 1929 il Gosplan rilasciò due bozze congiunte che diedero inizio al processo che avrebbe industrializzato una nazione principalmente agricola. Questo rapporto di 1700 pagine divenne la base del primo Piano quinquennale per la costruzione economica nazionale o Pjatiletka, che chiamava per il raddoppio delle scorte di capitale dell'Unione Sovietica tra il 1928 e il 1933. Passando dalla NEP di Lenin, il piano quinquennale sarebbe stato il rapido, incredibile processo di trasformazione di una nazione principalmente agricola, composta da contadini e che emergeva dall'assolutismo zarista, in una superpotenza industriale. In effetti, gli obiettivi iniziali erano quelli di gettare le basi per una futura, crescita economica esponenziale.
L'abbandono della NEP da parte di Stalin, con il primo piano quinquennale steso dal Gosplan nel 1929 fu il punto di svolta della storia Sovietica, stabilendo una pianificazione centrale orientata verso una rapida industrializzazione pesante come base delle decisioni economiche.

### Pianificazione economica
Il nuovo sistema economico spinto dal piano quinquennale comportava una serie complicata di arrangiamenti della pianificazione. In un piano ideale, il Politburo inviava la sua lista di priorità per il piano quinquennale al Consiglio dei ministri, che la elaborava e la inviava al Gosplan, il quale disaggregava le priorità per i suoi dipartimenti. I dipartimenti lavorarono sulle bozze delle varie parti del piano, che venivano riaggregate in una bozza completa dal Gosplan. Questa bozza del piano veniva poi mandata al Consiglio dei ministri, al Politburo del Partito e al segretariato del Comitato Centrale. Il Consiglio dei ministri scomponeva il piano in compiti per i vari ministeri, quindi in unità ancor più piccole, eventualmente al livello della singola impresa.
Le imprese quindi valutavano la fattibilità degli obiettivi e stimavano i contributi necessari, il che rappresentava la fase più intensa di contrattazione del processo decisionale della pianificazione economica. Le stime fatte dopo questo processo di contrattazione venivano riaggregate al Consiglio dei ministri, che le inviava revisionate al Gosplan. La ristesura del piano veniva quindi inviata al Consiglio dei ministri, al Politburo del Partito e al segretariato del Comitato Centrale per l'approvazione. Il Consiglio dei ministri sottometteva il piano al Soviet supremo e il Comitato Centrale sottometteva il piano al Congresso Nazionale del Partito, per un'approvazione senza discussioni. In quel momento il processo era completo e il piano diventava legge.
Il primo piano quinquennale si concentrò sulla mobilitazione delle risorse naturali, per costruire la base dell'industria pesante nazionale, incrementando la produzione di carbone, ferro, e altre risorse vitali. Pagando un alto prezzo umano, questo processo ebbe ampiamente successo, forgiando un'importante base per uno sviluppo industriale più rapido di quello di qualsiasi altra nazione della storia. Comunque, con l'economia che divenne più complessa negli anni dopo Stalin, la prudenza del processo decisionale di pianificazione economica si sarebbe rivelata meno adatta a raggiungere la crescita attraverso l'innovazione tecnologica e i miglioramenti nella produttività, risultando così in una stagnazione associata agli ultimi anni precedenti alla dissoluzione dell'Unione Sovietica.

### Collettivizzazione e industrializzazione
Con la NEP, l'abbandono della requisizione del surplus agricolo del periodo del comunismo di guerra (1917-1921), diede ai contadini incentivi individuali per incrementare la produttività agricola, permettendo loro di vendere l'eccesso di produzione sul mercato libero. Il processo di collettivizzazione, comunque, supervisionato dal primo piano quinquennale, abbandonò questa politica. Al suo posto i contadini vennero costretti a cedere i loro appezzamenti privati, lavorare per le fattorie collettive, e vendere i loro prodotti allo stato per un basso prezzo imposto da quest'ultimo.
Ora che lo stato era in grado di accaparrarsi il surplus agricolo, era anche in grado di esportare grano in cambio della valuta straniera di cui aveva bisogno per importare la tecnologia necessaria per l'industrializzazione pesante. Ad ogni modo, i contadini si opposero amaramente a questo processo, e in molti casi uccisero il proprio bestiame piuttosto che darlo alle fattorie collettive. Nonostante le aspettative, la collettivizzazione portò a un crollo nella produzione agricola, che non riprese i livelli della NEP fino al 1940. Gli svantaggi della collettivizzazione russa peggiorarono le condizioni della carestia in un periodo di siccità, specialmente in Ucraina e nella regione del Volga. Il numero di persone che morirono per queste carestie è stimato tra i due e i cinque milioni. Il reale numero di vittime è ancora oggi al centro di dure dispute.
Ad ogni modo, la mobilitazione delle risorse da parte della pianificazione statale aumentò la base industriale della nazione. La produzione di ghisa, necessaria per lo sviluppo di un'infrastruttura industriale non esistente, crebbe da 3,3 milioni a 10 milioni di tonnellate l'anno. Il carbone, il prodotto che alimentava le economie moderne e l'industrializzazione comunista, passò con successo da 35,4 milioni a 75 milioni di tonnellate, e la produzione di minerali ferrosi crebbe da 5,7 milioni a 19 milioni di tonnellate. Numerosi complessi industriali come a Magnitogorsk e Kuzneck, le fabbriche di automobili di Mosca e Gor'kij, le industrie di macchinari pesanti degli Urali e di Kramatorsk, e le fabbriche di trattori di Char'kov, Stalingrado e Čeljabinsk, erano state costruite o in costruzione.
Basandosi quasi esclusivamente su queste cifre, il piano quinquennale era stato completato al 93,7% in soli quattro anni, mentre le parti riguardanti l'industria pesante furono soddisfatte al 108%. Stalin, nel dicembre 1932, dichiarò al Comitato Centrale che il piano era stato un successo, poiché gli incrementi nella produzione di carbone e ferro avrebbero alimentato il futuro sviluppo economico. Alcuni storici hanno addirittura suggerito che il primo piano avrebbe avuto ancora più successo se l'URSS non avesse dovuto affrontare la crisi economica presente all'estero, che era fuori dal suo controllo.
Secondo Robert C. Tucker, il piano quinquennale venne rallentato "solo a causa del rifiuto di stipulare patti di non aggressione da parte delle nazioni confinanti e da complicazioni nell'estremo oriente", come l'occupazione giapponese della Manciuria cinese nel 1931, che faceva presagire la guerra e costrinse l'URSS a convertire alcune fabbriche alla produzione di munizioni, per colmare la distanza nel potenziale difensivo.
Anche se indubbiamente segnò un incredibile salto nella capacità industriale, il piano quinquennale, ovviamente, fu molto duro per gli operai; le quote di produzione erano estremamente difficili da raggiungere, richiedendo ai minatori di fare giornate lavorative di 16-18 ore. Il fallimento nel soddisfare le quote poteva risultare in accuse di tradimento. Le condizioni di lavoro erano povere, e anche rischiose. Secondo alcune stime, 127.000 operai morirono durante i quattro anni dal 1928 al 1932. A causa dell'allocazione di risorse per l'industria, associata al decremento di produttività introdotto dalla collettivizzazione, si ebbe una carestia. Anche l'uso del lavoro forzato non deve essere trascurato. Nella costruzione dei complessi industriali, i detenuti dei campi di lavoro vennero usati come risorse spendibili.
Dal 1921 fino al 1954, durante il periodo dell'industrializzazione forzata, guidata dallo stato, si sostiene che 3,7 milioni di persone vennero condannate per supposti crimini contro-rivoluzionari, in queste cifre sono compresi 600.000 condannati a morte, 2,4 milioni di condannati ai campi di lavoro e 700.000 condannati all'espatrio. Altri stimano che queste cifre furono molto più alte. Così come per le carestie, le prove a supporto di queste cifre elevate sono disputate da alcuni storici, anche se rappresentano un'opinione di minoranza.

### Cambiamenti nella società sovietica: modernizzazione

Emblema dell'Unione Sovietica

Le politiche industriali di Stalin migliorarono ampiamente la qualità della vita per la maggioranza della popolazione, anche se il discusso numero di vittime provocate da tali politiche macchia il risultato ottenuto.
L'occupazione, ad esempio, crebbe notevolmente; 3,9 milioni era la cifra attesa per il 1923, ma la cifra fu in realtà un incredibile 6,4 milioni. Per il 1937, il numero crebbe ancora, a circa 7,9 milioni, e nel 1940 era di 8,3 milioni. Tra il 1926 e il 1930, la popolazione urbana aumentò di 30 milioni di unità. La disoccupazione era stata un problema durante il periodo degli zar e anche sotto il NEP, ma non fu un fattore principale dopo l'implementazione del programma di industrializzazione stalinista. La mobilitazione di risorse per industrializzare la società agricola creò il bisogno di forza lavoro, il che significò che la disoccupazione andò virtualmente a zero. Vennero iniziati diversi progetti ambiziosi, e questi fornirono materie prime, non solo per gli armamenti, ma anche per i beni di consumo.
Le fabbriche di automobili di Mosca e Gor'kij producevano automobili che il pubblico poteva utilizzare, e l'espansione dell'industria pesante e della produzione di acciaio, rese possibile costruire un grande numero di automobili. La produzione di camion e auto, ad esempio, raggiunse le 200.000 unità nel 1931. Poiché gli operai dell'industria necessitavano di istruzione, il numero di scuole aumentò. Nel 1927, 7,9 milioni di studenti frequentavano 118.558 scuole. Questi numeri salirono a 9,7 milioni di studenti e 166.275 scuole per il 1933. In aggiunta, 900 dipartimenti specialistici e 566 istituzioni vennero costruiti ed erano funzionanti per il 1933.
La popolazione sovietica beneficiò anche di un certo livello di liberalizzazione sociale. Le donne ricevevano un'educazione adeguata e paritetica, e avevano gli stessi diritti per l'impiego, accelerando il miglioramento delle loro condizioni di vita e delle relative famiglie. Lo sviluppo stalinista contribuì anche al progresso della sanità, che aumentò di molto le aspettative di vita per il tipico cittadino sovietico, e la sua qualità della vita. Le politiche di Stalin garantirono ai sovietici un accesso universale all'educazione e alla sanità, permettendo a questa generazione di essere la prima a non temere tifo, colera e malaria. Il numero di casi per queste malattie scese ai minimi storici, aumentando l'aspettativa di vita di decenni.
Le donne sovietiche nel periodo di Stalin, furono anche la prima generazione di donne in grado di partorire con sicurezza negli ospedali, con accesso alle cure prenatali. L'educazione fu anch'essa un esempio di miglioramento della qualità della vita conseguente allo sviluppo economico. La generazione nata durante il governo di Stalin fu la prima quasi completamente alfabetizzata. Gli ingegneri venivano inviati all'estero per apprendere la tecnologia industriale, e centinaia di ingegneri stranieri vennero portati in Russia per lavorare a contratto. Anche i trasporti vennero migliorati, con la costruzione di molte nuove ferrovie. I lavoratori che eccedevano la loro quota di produzione, gli stacanovisti, ricevevano molti incentivi per il loro lavoro. Potevano quindi permettersi di comprare beni che venivano prodotti in massa dall'economia sovietica in rapida espansione.
Naturalmente, queste conquiste complessive non erano universali. I kulaki (i contadini benestanti), vennero insediati forzosamente in Siberia (gran parte dei kulak servì nei campi di lavoro forzato). Nel 1975, Abramov e Kocharli stimarono che 265.800 famiglie di kulak vennero inviate nei gulag nel 1930. Nel 1979, Roy Medvedev usò le stime di Abramov e Kocharli per calcolare che 2,5 milioni di contadini vennero esiliati tra il 1930 e il 1931, ma egli sospetta di aver sottostimato il numero totale. Tragicamente, la Siberia era scarsamente popolata, ma a nche il luogo dove si trovavano la maggior parte delle risorse naturali dell'Unione Sovietica. Il lavoro forzato, in larga misura, spiega i livelli incredibilmente alti nello sfruttamento delle risorse naturali di base, durante le prime fasi dello sviluppo industriale.

### Grandi purghe
Mentre si svolgeva questo processo, Stalin consolidò un potere quasi assoluto con le grandi purghe contro i suoi supposti oppositori politici e ideologici, soprattutto nel gruppo scelto e nelle file del Partito bolscevico. Questo recente consolidamento del potere può essersi reso necessario per indirizzare il malcontento risultante dalla collettivizzazione forzata dell'agricoltura contro le opposizioni. Le misure adottate contro gli oppositori e i sospetti oppositori andavano dall'imprigionamento nei campi di lavoro (Gulag) all'assassinio (come quello di Lev Trockij e forse di Sergei Kirov). Il periodo del 1936-1937 viene spesso chiamato il "grande terrore", con migliaia di persone (anche solo vagamente sospettate di opporsi al regime di Stalin) che vennero uccise o imprigionate. Si reputa che Stalin abbia firmato personalmente 40.000 condanne a morte di sospetti oppositori politici.
Durante questo periodo, le pratiche dell'arresto di massa, della tortura e dell'imprigionamento degli oppositori al regime di Stalin divenne comune. Secondo stime proprie del KGB, 681.692 persone vennero giustiziate solo nel periodo 1937-38 (anche se molti storici ritengono che questo numero sia sottostimato), e milioni di persone vennero deportate nei Gulag.
Diversi processi spettacolo vennero tenuti a Mosca, per servire da esempio per i processi che le corti locali dovevano portare avanti in altre parti della nazione. Ci furono quattro processi chiave dal 1936 al 1938, il processo dei sedici fu il primo (dicembre 1936); quindi il processo dei diciassette (gennaio 1937); il processo ai generali dell'Armata Rossa, compreso il maresciallo Tuchačevskij (giugno 1937); e infine il processo dei ventuno (compreso Bucharin) nel marzo 1938.
A dispetto dell'apparenza progressista della costituzione di Stalin, emanata nel 1937, il potere del Partito era in realtà subordinato alla polizia segreta, il meccanismo tramite il quale Stalin si assicurò la sua dittatura attraverso il terrore di stato.

### Repressione
Sin dal 1921, quando a Kronštadt ci fu la rivolta antisovietica dei marinai anarchici, socialisti rivoluzionari, menscevichi e anche bolscevichi (lo storico Nicolas Werth ritiene che circa la metà dei duemila bolscevichi della cittadina parteciparono all'insurrezione) contro il sistema sovietico, i dirigenti sovietici progettavano il superamento della dittatura del proletariato con forme crescenti di quella che definivano una "democrazia proletaria", "democrazia socialista" o "democrazia popolare". La democrazia popolare si rivelava ben presto non il governo della maggioranza degli ex-oppressi ma quello di una minoranza che concentrava nelle sue mani tutti i poteri.
In particolare Lenin diede inizio al terrorismo di Stato sovietico: nei presupposti dottrinari di quel tipo di pratica terroristica appariva evidente l'ambivalenza del terrorismo, inteso come strumento repressivo di ogni tentativo contrario ma pure come arma intimidatoria verso eventuali carenze di consenso o eccessi di libertà verificantesi tra le masse. Lo Stato sovietico era inteso come totale preminenza degli interessi e dei diritti dello Stato-partito quindi come rigido finalismo statale subordinante le esigenze e le attività dei singoli cittadini o gruppi sociali. La dittatura del partito comunista sul popolo russo fu attuata da Lenin con la rivoluzione bolscevica; l'opposizione di gruppi organizzati nell'ambito del partito fu vietata nel 1921 dalle decisioni del X congresso. Stalin organizzò il passaggio dalla dittatura al totalitarismo; Stalin eliminò uno dopo l'altro i capi del partito che potessero reggere per prestigio e autorità al suo confronto e instaurò un regime di autocrazia personale detto anche stalinismo.
Mediante la collettivizzazione agricola e l'industrializzazione promossa dallo stato a ritmo serratissimo, Stalin ammodernò l'economia e l'apparato statale istituendo il più efficace strumento che mai si fosse visto nella storia russa per controllare le vite degli operai e dei contadini. I mezzi per la diffusione delle notizie tra le masse vennero impiegati per diffondere una sola ed esclusiva verità che, pur potendo improvvisamente mutare da un giorno all'altro, aveva sempre un carattere impegnativo e perentorio per tutti i sudditi sovietici. Questa verità era rivelata dal capo onnisciente ossia Stalin, la cui immagine, resa sempre più simile a quella di un dio, era venerata ogni giorno davanti agli occhi di tutti. Il culmine dell'accentramento dei poteri nelle mani dell'autocrate fu raggiunto con le grandi purghe ossia l'assassinio di molti dirigenti sovietici nel periodo 1936-1938.
Il regime di Stalin era totalitario per tre aspetti d'importanza fondamentale che distinguono il totalitarismo dalla dittatura: mentre la dittatura esercita un potere negativo dicendo ai sudditi che cosa non debbono fare o dire, il totalitarismo attua anche un potere positivo prescrivendo che cosa i sudditi debbono fare, dire e pensare. La dittatura suole distinguere tra vita pubblica e vita privata esigendo fedeltà solo nell'ambito della prima; il totalitarismo non riconosce simili distinzioni investendo l'intera vita dei sudditi. La dittatura è spietata per quel che riguarda il potere politico ma ammette un ambito della vita morale da non invadere; per i totalitari invece l'unico criterio morale è la sottomissione al volere del capo.
La polizia dell'Unione Sovietica svolgeva numerose attività. La polizia in uniforme corrispondente a quella degli altri stati moderni costituiva la milizia; altri grandi reparti di polizia indipendenti dal comando dell'esercito regolare avevano tuttavia armi moderne, compresi carri armati e aerei. Uno di questi reparti era formato dalle "guardie di frontiera" che vigilavano i confini sovietici contro il contrabbando, gli ingressi ed espatri non autorizzati. Altre truppe formavano il reparto di sicurezza ossia un corpo speciale di formazione politica scelta dipendente dal ministero dell'Interno o dal ministero della Sicurezza di Stato. A questo corpo speciale erano affidati il controspionaggio e lo spionaggio con una rete di agenti che controllavano tutte le grandi istituzioni della nazione, le fabbriche, i centri ferroviari, gli uffici governativi centrali e locali.
Gli ufficiali di questo corpo speciale avevano il compito di controllare segretamente la condotta dei militari di qualsiasi grado e di arruolare informatori. I danni che derivavano al morale e all'efficienza dell'esercito erano considerati necessari per garantire al regime totalitario il completo controllo sui propri soldati. Sempre questo corpo aveva il compito di scoprire qualsiasi attività contraria al regime, conoscere le opinioni della gente, persino su argomenti estranei alla politica, indirizzare tutte le attività secondo schemi preordinati. Non si poteva fare alcunché all'insaputa o senza l'approvazione della polizia. Sarebbe stato impossibile costituire una società per caccia alle farfalle escludendo la presenza di agenti che dovevano riferire sul comportamento dei soci.
La polizia era effettivamente lo strumento di polverizzazione della società, tipica dei governi totalitari: ogni individuo doveva essere isolato, doveva trovarsi solo davanti al potere immenso dello stato e i suoi rapporti con gli altri individui della comunità potevano avvenire esclusivamente nell'ambito di organizzazioni promosse dallo stato per fini politici generali. La polizia disponeva anche di risorse economiche autonome, di un proprio territorio statale nell'ambito dello stato, particolarmente nelle lontane regioni forestali e minerarie, dove enormi contingenti di manodopera formata da prigionieri politici lavoravano in condizioni che avrebbero reso impossibile l'impiego di lavoratori liberi senza il ricorso a salari elevati e antieconomici. Nel 1954 il reparto di sicurezza diventò dipendente dal Comitato di stato per la sicurezza ossia KGB.
Al principio del decennio 1930-1940 l'ondata di collettivizzazione delle terre era terminata in un compromesso. I contadini, benché non potessero esimersi dall'obbligo di far parte delle fattorie collettive, avrebbero potuto da allora in poi conservare un piccolo podere, vicino a casa, ove era consentito produrre quanto bastava al fabbisogno familiare. Inoltre, dopo la consegna all'ammasso delle quote fissate, i contadini erano autorizzati a trattenere le eccedenze per il proprio consumo e per la vendita al mercato libero. Quei poderi assolvevano un compito importante nell'economia agricola poiché su di essi viveva circa metà del bestiame dell'Unione Sovietica, dopo la seconda guerra mondiale: in quegli anni il partito cercò d'indurre i contadini a impegnarsi maggiormente nelle fattorie collettive ossia kolchoz.
Le contrastanti esigenze di lavoro delle fattorie collettive e dei poderi ricordavano il contrasto tra le esigenze dei latifondisti e quelle dei contadini piccoli proprietari nel periodo del servaggio in Russia prima del 1861. Nel 1967 la quantità di fattorie collettive dei contadini era diminuita notevolmente. Le difficoltà dell'agricoltura sovietica rimasero insolute. Teoricamente si sarebbe potuta incrementare la produzione consentendo la proprietà individuale e il libero mercato ma questo sarebbe stato capitalismo e si doveva respingere per ragioni di principio. I contadini non potevano diventare imprenditori né potevano avere un salario come gli operai dell'industria: i contadini salariati erano solo quelli delle fattorie di stato ossia sovchoz. Il bilancio dello stato non poteva garantire salari e assicurazioni sociali ai contadini delle fattorie collettive.

### Attentati alla vita di Stalin
Il 16 novembre 1931, Stalin scampò al primo attentato alla sua vita, perpetrato da un certo Leonid Ogarev, fedele al vecchio regime zarista.

## La "grande guerra patriottica" (seconda guerra mondiale)

### Antefatti

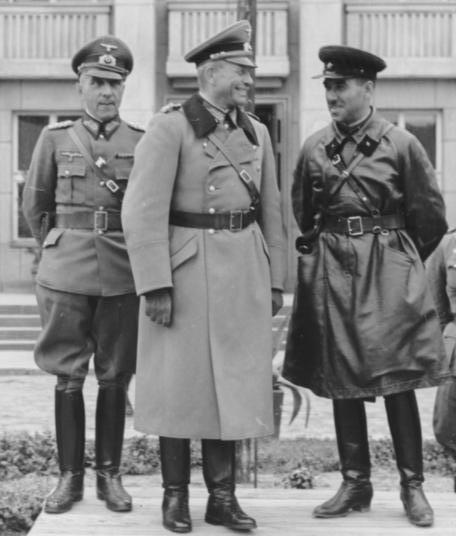
Parata comune di Wehrmacht e Armata rossa a Brest-Litovsk: il generale tedesco Heinz Guderian (al centro) e quello sovietico Semën Krivošein (a destra).

Alla fine degli anni trenta Unione Sovietica, Gran Bretagna, Polonia e Francia intrapresero colloqui ad alto livello militare, per contrastare e arginare le mire bellicistiche di Adolf Hitler; tuttavia queste trattative si protrassero a lungo senza esito. A metà agosto del 1939 l'URSS propose alla Germania un patto di non aggressione, preceduto da un accordo commerciale fra i due paesi (quest'ultimo fu firmato a Berlino il 20 agosto 1939). Il 23 agosto veniva firmato a Mosca il patto di non aggressione fra Unione Sovietica e Terzo Reich, che diventerà famoso con il nome di patto Molotov-Ribbentrop.
Il protocollo ufficiale prevedeva l'impegno, di ciascun paese firmatario, a non attaccare l'altro. Inoltre, se una delle due parti fosse stata oggetto di aggressione da parte di una terza potenza, l'altro firmatario non avrebbe fornito all'aggressore alcun aiuto. Tuttavia il patto comprendeva anche un "protocollo segreto" che definiva fra le parti le rispettive sfere d'influenza nell'Europa orientale. Esso dava quindi mano libera all'Unione Sovietica per sottoporre a controllo le repubbliche baltiche di Estonia e Lettonia e della Finlandia, stabilendo il confine delle rispettive aree di influenza nella frontiera settentrionale della Lituania. Per quanto riguardava la Polonia, il confine fra le due sfere d'influenza dei firmatari del patto venivano stabilite nei corsi dei fiumi Narew, Vistola e San, mentre l'Unione Sovietica dichiarava il proprio interesse sulla Bessarabia (passata alla Romania nel 1917) e riceveva dalla Germania nazista una dichiarazione di "non interesse" a quel territorio. Subito dopo l'Unione Sovietica comunicava a Francia e Gran Bretagna di considerare ormai inutili i colloqui a lungo portati avanti fra le tre potenze, per giungere ad un accordo contro la Germania nazista.
Fu il patto Molotov-Ribbentrop a dar mano libera ad Hitler per procedere all'invasione della Polonia, essendosi questi così garantito il non intervento dell'Unione Sovietica e avendo scongiurato il pericolo di dover combattere su due fronti, nel caso d'intervento di Francia e Gran Bretagna a fianco della Polonia, quando questa fosse stata attaccata dalla Germania, il che avvenne già il 1º settembre di quell'anno, senza una dichiarazione di guerra.
Il 17 settembre l'esercito sovietico invadeva a sua volta la Polonia da est e due giorni dopo si fermava all'incontro a Brest-Litovsk con quello tedesco. Germania nazista ed Unione Sovietica si dedicarono quindi il 28 settembre a definire nei dettagli la spartizione dell'Europa orientale secondo i criteri generali stabiliti dal patto Molotov-Ribbentrop: il confine fra le parti nel territorio polacco venne confermato e l'Unione Sovietica ebbe mano libera per occupare Lettonia, Estonia e anche la Lituania. Nel giugno 1940 l'Unione Sovietica invase ed annetté Bessarabia e Bucovina settentrionale, sottraendole alla Romania. Per questi atti l'Unione Sovietica fu espulsa dalla Società delle Nazioni. Il 30 novembre, l'Unione Sovietica attaccò la Finlandia in quella che venne chiamata la guerra d'Inverno.
Il 13 aprile 1941 l'Unione Sovietica strinse con il Giappone un patto quinquennale di "non aggressione" tra i due paesi (il patto fu firmato a Mosca dall'allora Ministro degli Affari Esteri giapponese Yōsuke Matsuoka e da quello sovietico Molotov).

#### La guerra
Aggredita dalle truppe hitleriane con l'operazione Barbarossa, iniziata il 22 giugno 1941, l'URSS vide la porzione occidentale del territorio rapidamente occupata dal nemico, che vi commise eccidi e devastazioni. Grazie anche al trasferimento a oriente delle industrie belliche, reso possibile dal periodo di pace guadagnato con il patto di non aggressione con la Germania nazista, ed ai massicci aiuti in armi ed altro equipaggiamento ricevuti da Stati Uniti e Gran Bretagna, l'Unione Sovietica riuscì a bloccare l'invasione e, a partire dalla vittoriosa battaglia di Stalingrado, a respingere le truppe dell'Asse. L'avanzata dell'Armata Rossa si concluse a Berlino nel maggio 1945.
Dal 28 novembre al 1º dicembre 1943 si svolse nella capitale persiana la conferenza di Teheran, cui parteciparono Stalin, Churchill e Roosevelt. La conferenza vide una sostanziale concordanza di idee e progetti tra Stalin e Roosevelt, in contrapposizione con i piani di Churchill. I "tre grandi" si accordarono sull'appoggio ai partigiani di Tito in Jugoslavia, sulla data e sulle modalità esecutive dello sbarco alleato in Normandia, vennero presi accordi per l'invasione della Francia e si delinearono i confini della Polonia, con il consenso degli anglosassoni allo spostamento delle frontiere dell'URSS verso ovest. Si auspicò anche l'entrata in guerra della Turchia contro la Germania.
Tra il 4 e l'11 febbraio del 1945, nel palazzo imperiale di Livadia, si tenne la conferenza di Jalta, il più famoso degli incontri fra Stalin, Churchill e Roosevelt, che definì più dettagliatamente quanto già abbozzato poco più di un anno prima a Teheran, e fu deciso quale sarebbe stato l'assetto politico internazionale al termine della seconda guerra mondiale.
In particolare a Jalta furono poste le basi per la divisione dell'Europa e del mondo in zone di influenza. A seguito degli accordi di Jalta, Unione Sovietica dichiarò guerra al Giappone l'8 agosto 1945, nonostante fosse ancora in vigore con il Giappone il patto di non aggressione del 1941, e il giorno successivo lanciò un milione di soldati veterani del fronte orientale contro la Manciuria, dov'erano di stanza circa 700.000 giapponesi. Entro una settimana la regione, la Corea settentrionale e Sakhalin furono occupate; nelle Curili invece la resistenza nipponica fu più aspra ma il 23 agosto furono parimenti conquistate.

### La guerra e lo sviluppo stalinista
L'industrializzazione pesante contribuì alla vittoria sovietica sulla Germania nazista. L'Armata Rossa capovolse da sola l'espansione dei tedeschi verso est, con il punto di svolta sul fronte orientale che fu rappresentato dalla battaglia di Stalingrado. Anche se l'Unione Sovietica ricevette aiuti ed armi dagli Stati Uniti, la sua produzione bellica era maggiore di quella della Germania nazionalsocialista, a causa della rapida crescita della produzione industriale sovietica tra le due guerre. Il Secondo Piano Quinquennale portò la produzione di acciaio a 18 milioni di tonnellate e quella del carbone a 128 milioni. Prima che venisse interrotto, il Terzo Piano Quinquennale produsse 18 milioni di tonnellate d'acciaio e 150 milioni di tonnellate di carbone. Durante la guerra, gli alleati furono in grado di superare la Germania Nazista nella produzione di materiale bellico, in alcuni casi di dieci volte. La produzione di carri armati, ad esempio, era pari a 40.000 all'anno per gli alleati, contro i soli 4.000 dei tedeschi.
Mentre è ingenuo de-enfatizzare l'assistenza degli USA durante la seconda guerra mondiale, la produzione industriale sovietica aiutò a fermare l'iniziale avanzata dei nazisti, e tolse loro il vantaggio di cui disponevano. Secondo R. Hutchings «Uno può difficilmente dubitare che se ci fosse stata una costruzione più lenta dell'industria, l'attacco avrebbe avuto successo e la storia mondiale si sarebbe evoluta in maniera abbastanza differente». Per i lavoratori coinvolti nell'industria, comunque, la vita era difficile. Gli operai erano incoraggiati a raggiungere e superare le quote di produzione attraverso la propaganda, di cui è un classico esempio il Movimento Stakhanovista.
Gli storici anti-sovietici, ad ogni modo, interpretano la mancanza di preparazione a difendersi dell'Unione Sovietica come una pecca della pianificazione economica stalinista. Shearer arguisce che ci fu "un'economia a comando amministrativo" ma che non fu "di tipo pianificato". Egli sostiene che l'Unione Sovietica soffrì per lo stato caotico del Politburo nelle sue politiche, a causa delle grandi purghe, ed era completamente impreparata per l'invasione nazista. Quando l'Unione Sovietica fu invasa nel 1941, Stalin ne fu in effetti sorpreso. L'economista Holland Hunter, in aggiunta, sostiene che una serie «di percorsi alternativi era disponibile, per tirarsi fuori dalla situazione alla fine degli anni '20... che avrebbero prodotto risultati parimenti buoni rispetto a quelli raggiunti ad esempio nel 1936, ma con molto meno turbolenza, spreco, distruzione e sacrificio».
Mentre non si trattò assolutamente di un'economia "ordinata" o efficiente, il piano quinquennale non progettò un'offensiva ma, poiché l'Unione Sovietica era sotto attacco, la situazione richiedeva una risposta difensiva. Il risultato, come puntualizza Shearer, fu che l'economia di comando dovette venire rilassata in modo che venisse raggiunta la necessaria mobilitazione. Sapir appoggia questo punto di vista, sostenendo che le politiche di Stalin svilupparono un'economia mobilizzata (che era inefficiente), con tensioni tra i centri di decisione locali e quello centrale. Le forze del mercato divennero più importanti delle restrizioni dell'amministrazione centrale. Questa visione, ad ogni modo, viene confutata da Stephen Lee, il quale sostiene che la «pesante industrializzazione si tradusse in definitiva nella sopravvivenza».

### Sviluppi del tempo di guerra
Si disse che inizialmente Stalin si rifiutò di credere che la Germania nazionalsocialista avesse rotto il trattato. Ad ogni modo, nuove prove mostrano che Stalin tenne delle riunioni con diversi membri del governo sovietico e dell'esercito, compresi Molotov (commissario del popolo agli affari esteri), Timošenko (commissario del popolo alla Difesa), Žukov (capo di stato maggiore dell'Armata Rossa), Kuznecov (Comandante dei distretti militari del Baltico e del Caucaso settentrionale), e Shaposhnikov (vicecommissario del popolo alla Difesa). In totale, il primo giorno dell'attacco, Stalin tenne riunioni con più di 15 membri del governo e dell'esercito.
Si è sostenuto, da parte di alcuni, che la Germania Nazista ricevette avviso di un attacco pianificato dall'Unione Sovietica. Anche alcuni militari russi hanno recentemente dichiarato che l'Armata Rossa di Stalin era in posizione offensiva e pronta a colpire la Germania Nazista.
Le truppe tedesche raggiunsero la periferia di Mosca nel dicembre 1941, ma vennero fermate da un inverno precoce e dalla controffensiva sovietica. Alla battaglia di Stalingrado del 1942-43, dopo aver perso un numero di uomini stimato in 1 milione, nella battaglia più sanguinosa della storia, l'Armata Rossa fu in grado di riprendere l'iniziativa della guerra. Le forze sovietiche furono presto in grado di riguadagnare il territorio perduto e spingere l'esercito tedesco, le cui linee di rifornimento si erano troppo allungate, indietro nella Germania stessa.
Dalla fine del 1944 al 1949 gran parte della Germania orientale finì sotto l'occupazione dell'Unione Sovietica e il 2 maggio 1945, la capitale tedesca, Berlino, venne occupata. Successivamente circa 12,5 milioni di tedeschi vennero cacciati dall'Europa orientale (russi, ucraini, cechi, ungheresi, jugoslavi ecc.) e spinti nella Germania occidentale (in seguito chiamata Repubblica Federale di Germania) e 3,5 milioni di tedeschi dalle tre regioni ex tedesche, Slesia, Pomerania e Prussia (che diventeranno regioni della Polonia), entrarono nella Repubblica Democratica Tedesca.
I sovietici sostennero l'urto della seconda guerra mondiale e l'occidente non aprì un secondo fronte in Europa fino al D-Day. Approssimativamente 21 milioni di sovietici, tra cui 7 milioni di civili, morirono nell'"Operazione Barbarossa", l'invasione dell'Unione Sovietica da parte della Germania nazista. I civili vennero rastrellati e furono bruciati o fucilati, in molte città conquistate dai nazisti. Molti credono che siccome gli slavi erano considerati "subumani", questo fu un omicidio di massa su base etnica. Comunque, l'esercito sovietico in ritirata aveva l'ordine di fare terra bruciata, ovvero di distruggere le infrastrutture civili russe e le scorte di cibo, di modo che le truppe naziste non potessero farne uso.
Come menzionato, i sovietici sopportarono le perdite più pesanti della seconda guerra mondiale. Queste perdite possono spiegare molto del comportamento russo dopo la guerra. L'Unione Sovietica continuò a occupare e dominare l'Europa orientale, usandola come "zona cuscinetto" per proteggersi da un'altra invasione da ovest.

## La rottura della pace nel dopoguerra

### Retroterra: relazioni USA-URSS
L'alleanza del tempo di guerra tra Stati Uniti ed Unione Sovietica fu un'aberrazione nel normale tenore delle relazioni USA-URSS. La rivalità strategica tra le due grandi nazioni risale agli anni 1890 quando, dopo un secolo di amicizia, americani e russi divennero rivali nello sviluppo della Manciuria. La Russia zarista, incapace di competere industrialmente, cercò di isolare e colonizzare parti dell'Asia orientale, mentre gli americani richiedevano la competizione aperta per i mercati. Nel 1917 la rivalità si fece intensamente ideologica. Gli americani non dimenticarono mai che il governo sovietico negoziò una pace separata con la Germania nella prima guerra mondiale, lasciando gli alleati a combattere da soli le potenze centrali.
La duratura diffidenza russa aveva le sue radici nello sbarco di truppe statunitensi nella Russia sovietica nel 1918, che vennero coinvolte, direttamente e indirettamente, nell'assistenza ai "bianchi" anti-bolscevichi, durante la guerra civile russa. In aggiunta, i sovietici non dimenticarono le ripetute assicurazioni di Roosevelt che Stati Uniti e Regno Unito avrebbero aperto un secondo fronte sul continente europeo; ma l'invasione alleata non ebbe luogo fino al giugno 1944, più di due anni dopo la prima richiesta di Stalin. Nel frattempo, i russi soffrirono notevoli perdite. Stalin accusava Roosevelt di aver di proposito ritardato lo sbarco in Francia, costringendo i sovietici ad assorbire l'urto della forza tedesca; tuttavia, si potrebbe vedere già nella campagna d'Italia la riapertura del fronte occidentale, trattandosi oltretutto dell'attacco a uno dei tre paesi fondatori del patto tripartito. Va inoltre tenuto conto che già nel 1942 gli Alleati avevano tentato uno sbarco nella Francia settentrionale col raid di Dieppe, che si era risolto in un misero fallimento e aveva indotto i generali anglo-americani a una tattica più prudente.
La seconda guerra mondiale provocò distruzioni enormi nelle infrastrutture e nelle popolazioni di tutta l'Eurasia, dall'Atlantico al Pacifico, quasi nessuna nazione tra quelle coinvolte rimase indenne. L'Unione Sovietica venne colpita in particolar modo a causa della distruzione di massa della base industriale che aveva costruito fino agli anni trenta. L'unica potenza industriale del mondo ad emergere intatta (grazie alla distanza geografica dai paesi dell'Asse), e addirittura fortemente rafforzata da un punto di vista economico, furono gli Stati Uniti, che si mossero rapidamente per consolidare la loro posizione.
Quando la guerra finì in Europa, l'8 maggio 1945, le truppe sovietiche e occidentali (USA, Gran Bretagna e Francia) erano collocate lungo la linea del fiume Elba, concordata diversi mesi prima alla conferenza di Jalta; a parte diversi aggiustamenti minori, la linea da Stettino a Trieste sarebbe diventata la "cortina di ferro" della guerra fredda. Jalta implicò l'assoluta libertà d'agire ad ambedue le parti nelle rispettive sfere d'influenza. Questo tacito accordo si applicava anche all'Asia, come si evince dall'occupazione statunitense del Giappone e dalla divisione della Corea. Politicamente, quindi, fu un accordo sullo status quo del dopoguerra, nel quale l'egemonia dell'Unione Sovietica regnava su un terzo del mondo e gli Stati Uniti sugli altri due terzi, almeno fino all'emergere della Cina di Mao e della decolonizzazione afro-asiatica.
C'erano contrasti fondamentali tra le visioni di Stati Uniti e Unione Sovietica, tra capitalismo e comunismo. E questi contrasti erano stati semplificati e raffinati nelle ideologie nazionali per rappresentare due stili di vita, ognuno dei quali era stato confermato nella sua correttezza, nel 1945, dai precedenti disastri. I modelli conflittuali di autarchia contro esportazione, pianificazione statale contro impresa, si sarebbero contesi la lealtà del mondo sviluppato e in via di sviluppo negli anni del dopoguerra.
Nonostante i mezzi degli Stati Uniti per portare avanti una visione differente dell'Europa del dopoguerra, Stalin vide il riemergere di Germania e Giappone, e non degli Stati Uniti, come minaccia principale della Russia. Stalin assunse che il campo capitalista avrebbe presto ripreso la rivalità interna sulle colonie e i commerci e non avrebbe posto una minaccia alla Russia. I consiglieri economici come Eugen Varga rafforzarono questa visione, prevedendo una crisi di sovrapproduzione nelle nazioni capitaliste che sarebbe culminata per il 1947-1948 in un'altra grande depressione.
Le tendenze nelle spese federali degli Stati Uniti confermarono le aspettative di Stalin. Soprattutto a causa dello sforzo bellico, nel primo anno di pace (1946), le spese federali ammontavano ancora a 62 miliardi di dollari, o il 30% del PIL, rispetto al 3% del PIL nel 1929, prima della Grande depressione, del New Deal, e della seconda guerra mondiale. Stalin quindi assunse che gli americani avrebbero avuto bisogno di offrirgli aiuto economico, necessitando di mantenere le spese statali. Quindi, le prospettive di un fronte anglo-americano contro di lui sembravano scarse dal suo punto di vista. Ad ogni modo, non ci sarebbe stata nessuna crisi di sovrapproduzione e, come Stalin aveva anticipato, questa venne evitata mantenendo all'incirca gli stessi livelli di spese statali, che però vennero mantenute in maniera molto differente.
In conclusione, il governo statunitense del dopoguerra avrebbe somigliato molto al governo del tempo di guerra, oltre che per i livelli di spesa, anche per il forte accento sulla sicurezza militare della nazione.

### Due visioni del mondo

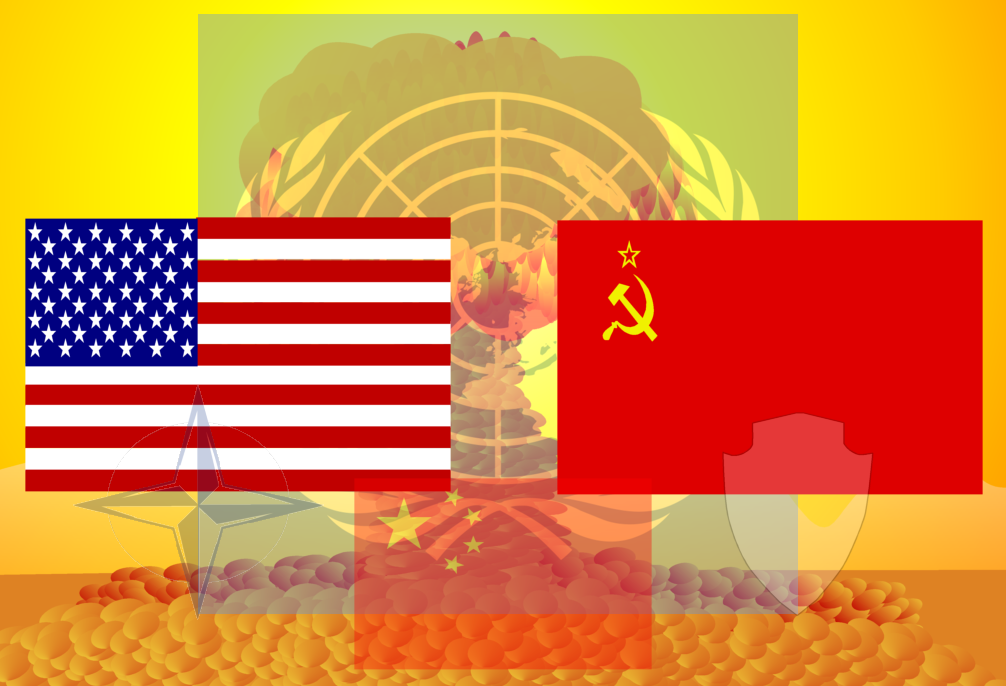
Guerra Fredda tra URSS e USA, con l'aggiunta della Cina

Gli Stati Uniti, guidati dal presidente Harry S. Truman fin dall'aprile 1945, erano determinati a dare forma al mondo del dopoguerra aprendo i mercati mondiali al commercio capitalista, secondo i principi stesi dallo Statuto Atlantico: auto-determinazione, accesso economico paritario, e un'Europa capitalista ricostruita che poteva nuovamente servire come fulcro degli affari mondiali. Franklin Roosevelt non aveva mai dimenticato l'eccitazione con cui aveva accolto i principi dell'idealismo wilsoniano durante la prima guerra mondiale, e vide la sua missione negli anni quaranta come quella di portare al mondo una pace duratura e una genuina democrazia.
Ma questa era egualmente una visione di interesse nazionale. Come principale potenza industriale, e una delle poche nazioni non sconvolte dalla guerra, gli Stati Uniti finirono col guadagnare più di ogni altro dall'apertura del mondo intero al commercio senza restrizioni. Gli Stati Uniti ebbero un mercato globale per le loro esportazioni, ed ebbero accesso illimitato alle materie prime fondamentali. Determinato a evitare un'altra catastrofe economica come quella degli anni trenta, Roosevelt vide la creazione dell'ordine postbellico, come un modo per assicurare la prosperità degli USA.
Una tale Europa richiedeva una Germania in salute al suo centro. Truman poté portare avanti questi principi grazie a una potenza che produceva la metà dei beni industriali mondiali e una forza militare che aveva il monopolio della nuova bomba atomica. Questi obiettivi erano al centro di quello che l'Unione Sovietica si sforzava di evitare, mentre la rottura dell'alleanza continuava a procedere.

### Il collasso della pace
I mezzi impiegati dagli Stati Uniti per promuovere una differente visione del mondo postbellico erano in conflitto con gli interessi sovietici che motivavano la loro determinazione a dar forma all'Europa del dopoguerra. La sicurezza nazionale era stata la vera chiave di volta della politica sovietica fin dagli anni venti, quando il Partito Comunista adottò il "socialismo in un solo paese" di Stalin e rifiutò le idee di Trockij di una "rivoluzione mondiale". Prima della guerra, Stalin non era interessato a spingere i confini nazionali oltre i limiti dell'impero zarista.
Dopo la guerra, gli obiettivi dell'Unione Sovietica non erano quelli dell'espansionismo aggressivo, ma il tentativo di assicurare i confini occidentali della nazione, devastati dalla guerra. Stalin, ritenne che Giappone e Germania potevano ancora una volta minacciare l'Unione Sovietica entro gli anni sessanta, e quindi impose rapidamente dei governi dominati da Mosca nei trampolini di lancio dell'attacco nazista: Polonia, Romania, e Bulgaria.
I disaccordi sui piani del dopoguerra s'incentrarono inizialmente sull'Europa centrale e orientale. Avendo perso 20 milioni di vite durante la guerra, sofferto l'invasione tedesca e nazista, e subito decine di milioni di vittime a causa degli attacchi provenienti da ovest per tre volte nei 150 anni precedenti, l'Unione Sovietica era determinata a distruggere la capacità tedesca di dichiarare un'altra guerra. Gli obiettivi statunitensi erano apparentemente opposti, in quanto richiedevano una Germania in salute al centro dell'Europa.
Winston Churchill, da lungo tempo anti-comunista, condannò Stalin per aver circondato il nuovo impero russo con una "cortina di ferro". Successivamente, Truman si rifiutò di cedere gli impianti industriali della Germania Ovest all'Unione Sovietica devastata, come riparazioni di guerra, Stalin si vendicò sigillando la Germania Est in uno stato comunista.
La storica mancanza di uno sbocco al mare da parte della Russia, una perenne preoccupazione della sua politica estera da molto prima della rivoluzione bolscevica, fu anch'essa un punto in cui divergevano gli interessi di est e ovest. Stalin fece pressione sui turchi per un maggiore accesso al Mar Nero attraverso lo Stretto dei Dardanelli, che avrebbe permesso ai sovietici il passaggio verso il Mar Mediterraneo. Churchill aveva in precedenza riconosciuto le pretese sovietiche, ma ora britannici e americani costrinsero l'Unione Sovietica a desistere.
Ma quando la sicurezza sovietica non era a rischio, Stalin non dimostrò intenti aggressivi: l'Unione Sovietica si ritirò dall'Iran settentrionale, su ordine anglo-americano; Stalin osservò il suo accordo del 1944 con Churchill e non aiutò i comunisti nella loro lotta contro il debole e autoritario governo greco che era appoggiato dai britannici; in Finlandia accettò un amichevole governo non-comunista; e le truppe russe vennero ritirate dalla Cecoslovacchia entro la fine del 1945.

### Risposta sovietica alle provocazioni
Mentre l'Unione Sovietica acconsentiva ai disegni anglo-americani volti a impedirle l'accesso al Mediterraneo (un obiettivo della politica estera britannica fin dalla guerra di Crimea degli anni 1850), gli Stati Uniti riscaldarono la loro retorica; la volontà anglo-americana di puntellare l'autocrazia greca divenne la lotta per proteggere i popoli "liberi" dai regimi "totalitari". Ciò venne esposto nel discorso sulla dottrina Truman del marzo 1947, nel quale si argomentava come gli Stati Uniti avrebbero dovuto spendere 400 milioni di dollari negli sforzi per "contenere" il comunismo.
Aiutando con successo la Grecia, Truman creò anche il precedente per l'aiuto statunitense ai regimi, non importa quanto ripugnanti, che erano anti-comunisti e pro-capitalisti. La politica estera americana prese le mosse dalle argomentazioni del diplomatico George Frost Kennan, secondo cui l'Unione Sovietica doveva essere "contenuta" usando "una forza di contrapposizione inalterabile in ogni punto", fino all'avverarsi del crollo del potere sovietico.
Dopo aver posto queste preoccupazioni dinnanzi all'opinione pubblica, gli Stati Uniti lanciarono un massiccio sforzo di ricostruzione economica, prima in Europa occidentale e quindi in Giappone (così come in Corea del Sud e a Taiwan). Il Piano Marshall iniziò a inviare 12 miliardi di dollari nell'Europa occidentale. Il programma venne presentato come uno scambio finanziario; ricostruendo rapidamente queste nazioni, gli USA potevano porre fine alla loro dipendenza dagli aiuti e ripristinarli come partner commerciali. La Germania, la nazione più industrializzata e ricca di risorse dell'Europa, era di particolare importanza in questo sforzo. Inoltre, la ricostruzione economica aiutò a creare un'obbligazione clientelistica da parte delle nazioni che ricevevano l'aiuto statunitense; questo senso di impegno dovuto, incoraggiò la volontà a entrare in alleanza militare e, cosa ancor più importante, in alleanza politica.
Stalin, temendo una Germania rivitalizzata dal Piano Marshall, rispose bloccando l'accesso a Berlino, che si trovava in profondità all'interno della zona sovietica anche se era assoggettata al controllo delle quattro potenze, sperando di ottenere concessioni in cambio dalla fine del blocco. Il confronto militare incombeva mentre Truman s'imbarcò in un impressionante e coraggiosa mossa che aveva anche lo scopo di umiliare l'Unione Sovietica sul piano internazionale: trasportare in volo i rifornimenti durante il blocco di Berlino del 1948-1949.
Gli Stati Uniti unirono a sé altre undici nazioni nella NATO, la prima alleanza che vincolava gli Stati Uniti all'Europa in 170 anni. Stalin rispose a queste mosse provocatorie integrando le economie dell'Europa orientale nella sua versione del Piano Marshall, facendo esplodere il primo ordigno atomico sovietico nel 1949, firmando un accordo con la Cina comunista nel febbraio 1950, e formando il patto di Varsavia, la controparte dell'Europa orientale della NATO.
Confrontati con il crescente successo sovietico nel rispondere alle azioni provocatorie occidentali, gli ufficiali statunitensi si spinsero rapidamente ad una escalation ed un'espansione del "contenimento". Nell'NSC-68, un documento segreto del 1950, proposero il rafforzamento del loro sistema di alleanze, la quadruplicazione delle spese per la difesa. Truman ordinò lo sviluppo della bomba all'idrogeno; all'inizio del 1950, gli USA s'imbarcarono nel sorreggere il colonialismo nell'Indocina Francese, di fronte a una crescente e popolare resistenza, guidata dai comunisti; e gli Stati Uniti s'imbarcarono in una clamorosa violazione dei trattati del tempo di guerra, pianificando la costituzione di un esercito della Germania Ovest.
Il periodo immediatamente successivo al 1945 può essere stato il punto più alto nella popolarità dell'ideologia comunista. I partiti comunisti ottennero grandi quote di voti nelle elezioni libere di nazioni come Belgio, Francia, Italia, Cecoslovacchia, e Finlandia ed ebbero un significativo supporto popolare in Asia — Vietnam, India, e Giappone — e in buona parte dell'America Latina. In aggiunta ottennero largo supporto in Cina, Grecia, e Iran, dove le elezioni libere rimasero assenti o limitate, ma dove i partiti comunisti godettero di un fascino diffuso.
In risposta, gli Stati Uniti sostennero una massiccia offensiva ideologica. Gli USA miravano ad interferire negli affari interni e nella sovranità di altre nazioni, e talvolta ad imporre la loro volontà sugli altri, sotto gli slogan "libertà", "democrazia" e "diritti umani". In retrospettiva, questa iniziativa appare largamente di successo: Washington brandì il suo ruolo come guida del "mondo libero" in maniera altrettanto efficace di quella con cui l'Unione Sovietica brandiva la sua posizione di guida del campo "progressista" e "anti-imperialista".